# Nile Kinnick
Nile Clarke Kinnick Jr. (Adel, 9 luglio 1918 – Venezuela, 2 giugno 1943) che ha giocato nel ruolo di halfback all'Università dell'Iowa vincendo l'Heisman Trophy, il massimo riconoscimento individuale a livello universitario.

## Biografia
Kinnick giocò con gli Iowa Hawkeyes dal 1937 al 1939. Nell'ultimo anno, Iowa terminò nona nel sondaggio dell'Associated Press con un record di 6-1-1. Kinnick lanciò 638 yard e 11 touchdown in soli 31 passaggi e corse 374 yard. Fu coinvolto in 16 dei 19 touchdown della squadra (11 passati, 5 corsi) e segnò 107 dei 130 punti di Iowa, giocando 402 dei 420 minuti possibili. Complessivamente stabilì 14 record scolastici, sei di quali resistono ancora.
A fine stagione, Nile Kinnick vinse virtualmente ogni premio di rilievo nella nazione. Fu scelto unanimemente come First-Team All-American e premiato come miglior Big Ten Conference col maggior margine della storia. Vinse il Maxwell Award, il Walter Camp Memorial Trophy e il premio di Atleta maschile dell'anno dell'Associated Press, battendo personalità come Joe DiMaggio, Byron Nelson e Joe Louis. Fu il primo giocatore di college football della storia a ricevere tale premio. Il 28 novembre 1939, Nile Kinnick vinse l'Heisman Trophy, il primo e unico Iowa Hawkeye della storia.
Kinnick morì durante un volo di addestramento mentre era arruolato nella Marina durante la Seconda guerra mondiale.

## Palmarès
- Heisman Trophy - 1939
- Maxwell Award - 1939
- Atleta maschile dell'anno dell'Associated Press - 1939
- College Football Hall of Fame (classe del 1951)